# Petruma
Petruma eller Petrumajärvi är en sjö i Finland. Den ligger i kommunen Heinävesi i landskapet Södra Savolax, i den sydöstra delen av landet, 300 km nordost om huvudstaden Helsingfors. Petruma ligger 89,4 meter över havet. Arean är 11,02 kvadratkilometer och strandlinjen är 44,64 kilometer lång. Sjön  ingår i Vuoksens huvudavrinningsområde.   I omgivningarna runt Petruma växer i huvudsak blandskog. Den sträcker sig 5,9 kilometer i nord-sydlig riktning, och 7,7 kilometer i öst-västlig riktning.
I övrigt finns följande i Petruma:
- Nikinsaari (en ö)
- Haaposaari (en ö)
- Mölkkäri (en ö)
- Kalettomansaaret (en ö)
- Koivulevänsaaret (en ö)
- Asikkalansaari (en ö)
- Suurisaari (en ö)
- Vattusensaari (en ö)